# I Want You Back (The Jackson 5)
I Want You Back è un brano del 1969 interpretato dal gruppo musicale statunitense The Jackson 5 estratto il 7 ottobre 1969 come primo, e unico, singolo dal loro album di debutto alla Motown, intitolato Diana Ross Presents The Jackson 5. Il singolo conteneva come lato B il pezzo Who's Lovin' You, cover di una canzone di Smokey Robinson e i The Miracles del 1960.
Nel 1999 il brano venne premiato con un Grammy Hall of Fame Award. Nel 2003 la canzone è stata inoltre inserita al numero 104 della classifica I 500 migliori brani musicali secondo Rolling Stone.

## Descrizione
Fu il primo singolo dei Jackson 5 pubblicato con la Motown, preceduto l'anno prima da Big Boy, che era stato invece pubblicato con l'etichetta Steeltown, che al contrario non aveva riscosso molto successo, essendo tale etichetta una piccola realtà discografica di Gary, Indiana, cittadina statunitense da dove i fratelli erano originari.
I Want You Back diventò una delle canzoni più popolari del gruppo e aprì una stagione fortunata per la band, che riuscì a piazzare al primo posto della classifica di Billboard questo e i successivi tre singoli, ABC, The Love You Save e I'll Be There, entrando nel Guinness dei primati come la prima band a riuscire a piazzare tutti i loro primi quattro singoli consecutivi al numero uno della classifica statunitense.

## Tracce
7'' Stati Uniti
1. I Want You Back – 2:44 (The Corporation)
2. Who's Lovin' You – 2:59 (William "Smokey" Robinson, Jr.)

## Successo commerciale
Nella settimana d'esordio, I Want You Back balzò in testa alla classifica generale di Billboard e conquistò il secondo posto nel Regno Unito. Dopo la morte di Michael Jackson nel 2009 è rientrata nelle classifiche mondiali, assieme a decine di altre canzoni del cantante, sia come solista che come membro dei Jackson5/Jacksons.

## Classifiche
| Classifica (1969-1970) | Posizione raggiunta |
| ---------------------- | ------------------- |
| Canada                 | 2                   |
| Regno Unito            | 2                   |
| Stati Uniti            | 1                   |
| Classifica (2009)      | Posizione raggiunta |
| Australia              | 53                  |
| Francia                | 26                  |
| Irlanda                | 34                  |
| Regno Unito            | 43                  |
| Svezia                 | 47                  |

## Altre versioni e utilizzi
- La cantante britannica Dusty Springfield la interpreta nel 1970 nel programma della BBC The Young Generation;
- Nel 1998 esce la cover di maggior successo della canzone, realizzata dal gruppo musicale R&B/pop britannico Cleopatra e pubblicata come terzo singolo dal loro album d'esordio Comin' Atcha!, raggiungendo la posizione numero 4 della classifica inglese e la numero 2 in quella R&B[17];
- La cantautrice britannica KT Tunstall l'ha interpretata nel 2007 nel programma Later... with Jools Holland;
- La cantautrice statunitense Sheryl Crow ne fece una cover come bonus track per l'album 100 Miles from Memphis nel 2010, dedicandola a Michael Jackson, deceduto l'anno prima, col quale aveva collaborato come corista durante il Bad World Tour;
- Il cast del telefilm Victorious di Nickelodeon la canta nella puntata Al fresco della seconda stagione della serie nel 2011;
- È presente nella colonna sonora del film Guardiani della Galassia del 2014;
- È il tema di una pubblicità della Nutella del 2015;
- Nel 2018 il gruppo musicale sudcoreano Twice ne realizza una cover che ottiene un buon successo soprattutto in Giappone[18];
- È stata utilizzata nel film Mixed by Erry di Sydney Sibilia nel 2023.
- La cover in giapponese delle Folder 5 è stata inserita in Sonic 3 - Il film.